# Danielle Katz
Danielle Katz (leánykori nevén Danielle Van de Kamp) egy szereplő a Született feleségek című amerikai tévéfilmsorozatban, Bree és Rex Van de Kamp lánya. Joy Lauren alakítja, magyar hangja Molnár Ilona.

## Története

### 1. évad
Danielle John Rowlanddel jár, és azt tervezi, hogy lefekszik vele, ám az óvszerét beleejti a szennyeskosárba és Bree azt hiszi, hogy az Andrewé. A fiú megmondja anyjának az igazat. Ezután Bree beszél Johnnal és megtudja, hogy a fiúnak van valakije (Gabrielle) és ezért szakított Danielle-lel. Megpróbálnak kibékülni, de örökre összevesznek.

### 2. évad
Danielle szemet vet az új szomszéd fiúra, Matthew Applewhite-ra, és kikotyogja neki Andrew titkát. Matthew pedig elmondja a titkukat, miszerint az öccse, Caleb megölte régi barátnőjét, Melanie Fostert egy fatelepen. Ezután Betty kijelenti, hogy elköltöznek. Ekkor Danielle kitalálja Matthewval, hogy Caleb meg akarta erőszakolni. Betty meg akarja mérgezni Calebet, ám a fiú elmondja anyjának az igazat. Ezután Danielle és Matthew megszökik. Eközben Betty megtudja a rendőrségtől, hogy Matthew ölte meg Melanie-t. Danielle és Matthew hazatér Bree-hez, hogy ételt lopjanak. Ekkor Matthew pisztolyt fog Bree-re, ám Bettynek köszönhetően megjelenik a rendőrség és lelövik Matthew-t.

### 3. évad
Danielle, miután anyja nagy nehezen szétszakította történelemtanárától, akivel viszonya volt, Danielle összejön Austin McCann-nal, Edie unokaöccsével, aki megcsalja  Julie Mayert Danielle. Ám egyik nap Danielle rájön, hogy terhes Austintól. Orson eldönti mi legyen, Danielle velük megy a nászútjukra, ahol majd adoptálják a babát, aztán pedig haza megy. Mikor Bree az évadzáró részben beszél Danielle-lel telefonon, kiderül, hogy Danielle egy apácazárdában van.

### 4. évad
A negyedik évadban Danielle úgy dönt, hogy megszökik a zárdából. Ebben nagyanyja, Phyllis Van de Kamp van segítségére, aki megengedi unokájának, hogy vele lakjon. Amikor Bree minderről tudomást szerez, azonnal el akarja hozni Danielle-t Phyllistől, amibe a lány nagy nehezen ugyan, de beleegyezik. Miután visszatérnek a Lila Akác közbe, Bree úgy határoz, hogy terhességet fog szimulálni annak érdekében, hogy ne essen csorba a család hírnevén. Danielle élete pedig egy börtönhöz kezd hasonlítani, ugyanis nem léphet ki a házból, mivel senki nem tudja, hogy valójában ő vár gyereket, nem pedig Bree. Halloween napján Danielle-nél megindul a szülés, és kisvártatva életet ad első gyermekének, Benjaminnek. Ezek után úgy határoznak, hogy Bree és Orson fogja felnevelni a fiút, Danielle pedig könnyes búcsút vesz Bree-től, hogy a Miami Egyetemre mehessen tanulni.

### 5. évad
Az évadnyitó részben (tehát 5 év elteltével) kiderül, hogy Danielle már férjnél van, és átvette Benjamin nevelését Bree-től.